# Ньофшато (окръг)
Ньофшато (на френски: Neufchâteau) е окръг в Югозточна Белгия, провинция Люксембург. Площта му е 1355 km², а населението – 63 041 души (по приблизителна оценка от януари 2018 г.). Административен център е град Ньофшато.